# ルワンダの大統領一覧
ルワンダの大統領（ルワンダのだいとうりょう、ルワンダ語: Perezida wa Repubulika y’u Rwanda、英語: President of the Republic of Rwanda）は、ルワンダ共和国の元首たる大統領である。

## 概要
ルワンダがベルギーによる信託統治下にあった1961年、長らく存続してきた王政（ルワンダ王国）が国民投票で廃止され、ルワンダ共和国が成立した。ルワンダは翌1962年に独立を達成するが、信託統治時代から既に自治国家としての枠組みが成立していたことを考慮し、歴代国家元首の項では1961年の共和国成立以後の国家元首を記している。
軍事政権の長が国家元首を兼ねた期間があるが、それもまとめて一覧に記した。

## 選出規定
現行憲法下では、大統領は国民の直接選挙により選出される。任期は7年で、3選禁止。大統領選挙への立候補のためには、35歳以上のルワンダ国民であり、他国の国籍を保持（二重国籍）しておらず、立候補の届け出時点でルワンダ国内に居を構えていなければならない。
建国当初は任期4年、再選制限なし。その後任期5年に延長した。

## 権限
ルワンダは大統領制の共和国であり、大統領は国家元首であると同時に行政府の長も兼ねる。大統領は首相および閣僚を任免し、軍の最高指揮権や恩赦権を持つ。ただし閣僚の罷免については、首相による罷免案が必要である。また、上院定数26議席のうち、8議席は大統領による任命枠となっている。

## 元首の一覧
| ルアンダ＝ウルンディ 自治政府 (1961-1962) |                                                    |        |          |                                      |                                      |                                  |                                |                                       |
| 代                                        | 首長                                               | 首長   | 出身部族 | 所属政党                             | 期                                   | 在任期間                         | 在任期間                       | 備考                                  |
| 00－                                      | ドミニク・ムボニュムトゥワ Dominique Mbonyumutwa   |        | フツ     | パルメフツ （フツ解放運動党）        | －                                   | 1961年1月28日 - 1961年10月26日   | 271日                          | 暫定大統領                            |
| 001                                       | グレゴワール・カイバンダ Grégoire Kayibanda        |        | フツ     | パルメフツ （フツ解放運動党）        | 1                                    | 1961年10月26日 - 1962年7月1日    | 248日                          |                                       |
| ルワンダ共和国 (1962-現在)                |                                                    |        |          |                                      |                                      |                                  |                                |                                       |
| 代                                        | 大統領                                             | 大統領 | 出身部族 | 所属政党                             | 期                                   | 在任期間                         | 在任期間                       | 備考                                  |
| 0(1)                                      | グレゴワール・カイバンダ Grégoire Kayibanda        |        | フツ     | パルメフツ （フツ解放運動党）        | (1)                                  | 1962年7月1日 - 1965年3月10日     | 11年 + 4日 （計 11年 + 252日） | 独立 大統領職設置                     |
| 0(1)                                      | グレゴワール・カイバンダ Grégoire Kayibanda        | 2      | フツ     | パルメフツ （フツ解放運動党）        | 1965年3月10日 - 1969年9月29日        |                                  | 11年 + 4日 （計 11年 + 252日） |                                       |
| 0(1)                                      | グレゴワール・カイバンダ Grégoire Kayibanda        | 3      | フツ     | パルメフツ （フツ解放運動党）        | 1969年9月29日 - 1973年7月5日         | 任期満了前に解任                 | 11年 + 4日 （計 11年 + 252日） |                                       |
| 00－                                      | ジュベナール・ハビャリマナ Juvénal Habyarimana     |        | フツ     | 無所属 （軍人）                      | －                                   | 1973年7月5日 - 1973年8月1日      | 27日                           | 暫定元首 （平和国家統一委員会委員長） |
| 002                                       | ジュベナール・ハビャリマナ Juvénal Habyarimana     | －     | フツ     | 無所属 （軍人）                      | 1973年8月1日 - 1975年7月5日          | 20年 + 248日 （計 20年 + 275日） |                                |                                       |
| 0(2)                                      | ジュベナール・ハビャリマナ Juvénal Habyarimana     | －     | フツ     | 開発国民革命運動 （MRND）            | 1975年7月5日 - 1978年12月24日        | 20年 + 248日 （計 20年 + 275日） | 新党結成                       |                                       |
| 0(2)                                      | ジュベナール・ハビャリマナ Juvénal Habyarimana     | 4      | フツ     | 開発国民革命運動 （MRND）            | 1978年12月24日 - 1983年12月19日      | 20年 + 248日 （計 20年 + 275日） |                                |                                       |
| 0(2)                                      | ジュベナール・ハビャリマナ Juvénal Habyarimana     | 5      | フツ     | 開発国民革命運動 （MRND）            | 1983年12月19日 - 1988年12月19日      | 20年 + 248日 （計 20年 + 275日） |                                |                                       |
| 0(2)                                      | ジュベナール・ハビャリマナ Juvénal Habyarimana     | 6      | フツ     | 開発国民革命運動 （MRND）            | 1988年12月19日 - 1991年7月           | 20年 + 248日 （計 20年 + 275日） |                                |                                       |
| 0(2)                                      | ジュベナール・ハビャリマナ Juvénal Habyarimana     | 6      | フツ     | 民主主義・開発国民共和運動 （MRNDD） | 1991年7月 - 1994年4月6日             | 20年 + 248日 （計 20年 + 275日） | 党名変更在任中に死去           |                                       |
| 00－                                      | テオドール・シンディクブワボ Théodore Sindikubwabo | 6      |          | フツ                                 | 民主主義・開発国民共和運動 （MRNDD） | 1994年4月6日 - 1994年7月19日     | 104日                          | 暫定大統領                            |
| 004                                       | パストゥール・ビジムング Pasteur Bizimungu         |        | フツ     | ルワンダ愛国戦線 （RPF）             | 7                                    | 1994年7月19日 - 2000年3月23日    | 5年 + 248日                    | 任期満了前に辞任                      |
| 00－                                      | ポール・カガメ Paul Kagame                         |        | ツチ     | ルワンダ愛国戦線 （RPF）             | 7                                    | 2000年3月24日 - 2000年4月22日    | 29日                           | 大統領代行 （副大統領）               |
| 005                                       | ポール・カガメ Paul Kagame                         | 8      | ツチ     | ルワンダ愛国戦線 （RPF）             | 2000年4月22日 - 2003年6月4日         | 24年 + 324日 （計 24年 + 353日） |                                |                                       |
| 005                                       | ポール・カガメ Paul Kagame                         | 9      | ツチ     | ルワンダ愛国戦線 （RPF）             | 2003年6月4日 - 2010年9月6日          | 24年 + 324日 （計 24年 + 353日） |                                |                                       |
| 005                                       | ポール・カガメ Paul Kagame                         | 10     | ツチ     | ルワンダ愛国戦線 （RPF）             | 2010年6月9日 - 2017年8月19日         | 24年 + 324日 （計 24年 + 353日） |                                |                                       |
| 005                                       | ポール・カガメ Paul Kagame                         | 11     | ツチ     | ルワンダ愛国戦線 （RPF）             | 2017年8月19日 - 2024年8月11日        | 24年 + 324日 （計 24年 + 353日） |                                |                                       |
| 005                                       | ポール・カガメ Paul Kagame                         | 12     | ツチ     | ルワンダ愛国戦線 （RPF）             | 2024年8月11日 -（現職）              | 24年 + 324日 （計 24年 + 353日） |                                |                                       |